# Marullus (Präfekt von Judäa)
Marullus war von 37 bis 41 n. Chr. Präfekt Roms in Judäa.
Marullus wurde von Kaiser Caligula wohl als Nachfolger des Marcellus zum Präfekten von Judäa bestimmt. Der Titel ist durch Flavius Josephus überliefert, der ihn als ίππάρχης bezeichnet (was vermutlich für Eparchos steht, die griechische Entsprechung des lateinischen praefectus). Er residierte wie sein 36 abgesetzter Vorgänger Pontius Pilatus in Caesarea. Die ersten Jahre seiner Amtszeit verliefen offenbar ruhig. Philo von Alexandrien und Flavius Josephus berichten in voneinander abweichenden Versionen über einen Vorfall um das Jahr 40, der auch als Caligula-Krise bekannt ist und sich im Kontext der zunehmend aggressiven Politik Caligulas gegenüber den Juden nach dem antijüdischen Aufstand in Alexandria (38/39) einordnen lässt. Nichtjüdische Bewohner hatten zu Ehren Caligulas einen Altar in Jamnia errichtet, was zur Empörung von jüdischer Seite führte, da die religiösen Juden dies für Blasphemie hielten. Bei dem Aufruhr wurde der Altar zerstört. Caligula war außer sich vor Wut, als er davon hörte, und befahl, im Jerusalemer Tempel zur Strafe ein Bild von Zeus aufzustellen, das die Züge Caligulas tragen sollte. Er übermittelte diesen Befehl dem Statthalter der römischen Provinz Syria, Publius Petronius, dem der Präfekt unterstand. Marullus hatte diese Maßnahme umzusetzen und sah sich einem immer stärker eskalierenden Volkszorn gegenüber. Der Protest der jüdischen Bevölkerung war so massiv, dass Marullus die Lage nur mit Mühe beherrschen konnte. Um die kaum lösbar scheinende Situation zu entschärfen, verfolgte Petronius eine hinhaltende Taktik und bemühte sich sogar darum, den Befehl Caligulas rückgängig zu machen. Als dieser davon erfuhr, forderte er Petronius zum Selbstmord auf und drohte ihm ansonsten mit Vergeltung. Hierzu kam es jedoch nicht, da Caligula 41 n. Chr. ermordet wurde. Philo berichtet zudem von einer Intervention Herodes Agrippas, die bei Josephus unerwähnt bleibt und Caligula noch vor seiner Ermordung zur Rücknahme seines Befehls veranlasst haben soll.
Kaiser Claudius revidierte die Judenpolitik Caligulas. Er setzte Marullus ab und machte Judäa zu einem Klientelkönigtum unter der Herrschaft des Herodes-Enkels Agrippa I. als jüdischem König. Nach dessen Tod im Jahr 44 n. Chr. wurde Judäa römische Provinz und erhielt einen Prokurator zum Statthalter.